# Stazione di Ostiglia (2008)
La stazione di Ostiglia è una fermata ferroviaria posta sulla linea Bologna–Verona, a servizio della città lombarda.

## Storia
La stazione di Ostiglia entrò in servizio il 14 dicembre 2008, contemporaneamente all'attivazione della variante di tracciato, a doppio binario, della linea Bologna–Verona.
La nuova fermata sostituì il vecchio impianto posto alcune centinaia di metri più a sud, sul tracciato originario a binario unico. Per il primo anno di servizio la stazione fu attivata con un solo binario di marcia. Dal secondo anno entrambi i binari entrarono in funzione.
A causa della sua posizione distante dal centro cittadino la fermata di Ostiglia fu soggetto di numerose lamentele da parte degli utilizzatori. Uno dei maggiori disagi è che per raggiungere il centro cittadino occorre percorrere 2 km a piedi. Tuttora non esiste alcun mezzo di trasporto pubblico che collega la fermata di Ostiglia con l'omonimo paese.

## Strutture e impianti
La fermata è dotata dei due binari di corsa al servizio dei quali sono posti due marciapiedi lunghi 251 metri, collegati tra loro da un sottopassaggio pedonale.